# Zakłócenie zasilania
Zakłócenie zasilania z sieci elektroenergetycznej może być krótkotrwałe (powtarzające się wahania, spadki napięcia, wynikające np. z przyłączenia urządzeń do sieci zasilającej, przepięcia) lub długotrwałe (zaniki, odchylenia napięcia). 
Długotrwałe zakłócenie zasilania to awaria zasilania.